# هاينس كيلر
هاينس كيلر هو رياضياتي وفيزيائي سويسري، ولد في 20 سبتمبر 1934 في فينترتور في سويسرا.

## وصلات خارجية
- هاينس كيلر على موقع IMDb (الإنجليزية)
- هاينس كيلر على موقع ديسكوغز (الإنجليزية)